# Marija Szaburowa
Marija Aleksandrowna Szaburowa (ros. Мария Александровна Шабурова; ur. 1902 w guberni permskiej, zm. 1982) – radziecka polityk, działaczka partyjna.

## Życiorys
Od października 1919 należała do RKP(b), od 1920 słuchaczka permskiej gubernialnej szkoły budownictwa radzieckiego i partyjnego, później była funkcjonariuszką partyjną w guberni permskiej i obwodzie uralskim, 1929–1930 kierowała Wydziałem Robotnic Uralskiego Komitetu Obwodowego WKP(b). Od sierpnia 1930 do 1932 zastępca kierownika Wydziału Agitacji i Kampanii Masowych KC WKP(b), jednocześnie kierowała sektorem masowej prasy wśród robotnic i chłopek tego wydziału, od 1931 główna redaktor pisma „Robotnica”, od 10 lutego 1934 członkini Komisji Kontroli Partyjnej przy KC WKP(b), od sierpnia 1937 do lipca 1939 ludowa komisarz ubezpieczeń społecznych RFSRR, w 1941–1957 we Wszechzwiązkowej Centralnej Radzie Związków Zawodowych.
Odznaczona Orderem Czerwonego Sztandaru Pracy (22 marca 1933).